# 哥倫比亞山脈 (北美洲)

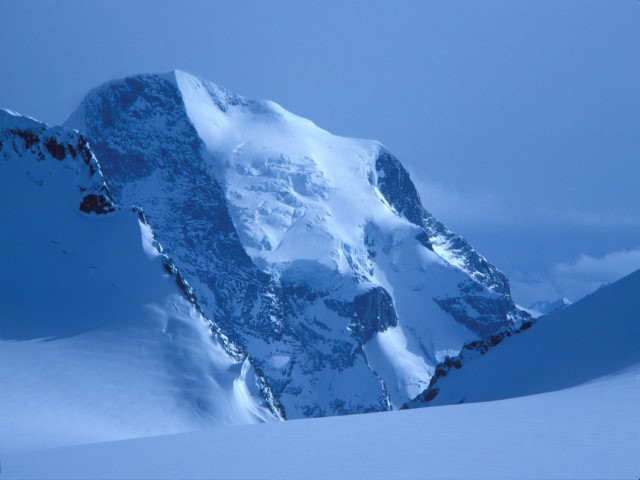

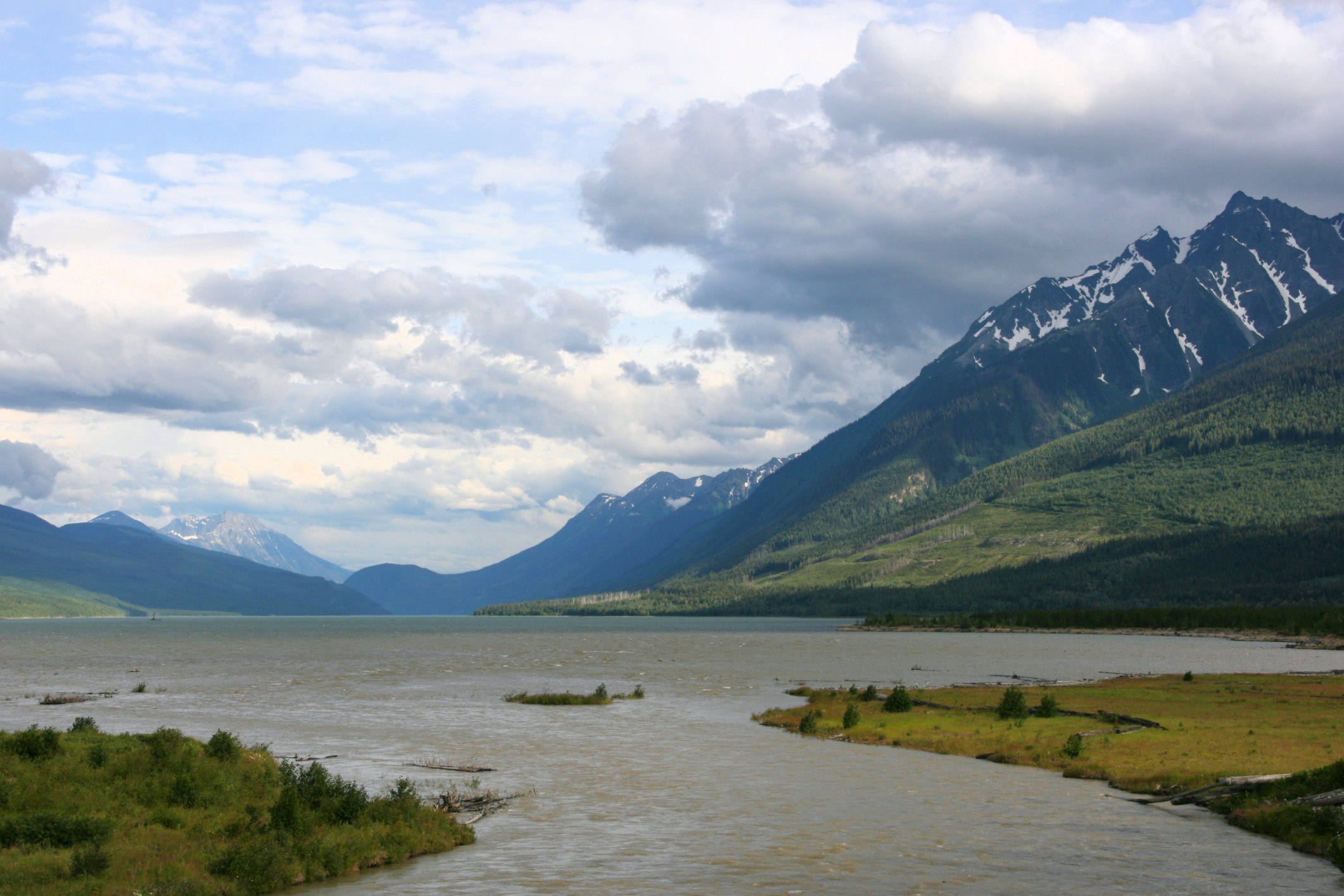

哥倫比亞山脈是北美洲的山脈，橫跨加拿大卑詩省和美國蒙大拿州、愛達荷州和華盛頓州，長741公里、寬493公里，面積135,952平方公里，最高點海拔高度3,519米。